# Tour de Valonia 2023
La 50.ª edición del Tour de Valonia (nombre oficial Ethias-Tour de Wallonie) fue una carrera de ciclismo en ruta por etapas que se celebró entre el 22 y el 26 de julio de 2023, con inicio en la ciudad de Huy y final la ciudad de Aubel sobre un recorrido 786,2 kilómetros.
La carrera formó parte del UCI ProSeries 2023, calendario ciclístico mundial de segunda división, dentro de la categoría UCI 2.Pro. El vencedor fue el italiano Filippo Ganna del INEOS Grenadiers y estuvo acompañado en el podio por el británico Joshua Tarling del mismo equipo y el belga Brent Van Moer del Lotto Dstny, segundo y tercer clasificado respectivamente.

## Equipos participantes
Tomaron parte en la carrera 17 equipos: 9 de categoría UCI WorldTeam, 5 de categoría UCI ProTeam y 3 de categoría Continental. Formaron así un pelotón de 116 ciclistas de los que acabaron 72. Los equipos participantes fueron:
| WorldTeams (9)- AG2R Citroën Team - Alpecin-Deceuninck - Cofidis - Groupama-FDJ - Ineos Grenadiers - Intermarché-Circus-Wanty - Lidl-Trek - Soudal Quick-Step - Arkéa-Samsic ProTeams (5)- Bingoal WB - Israel-Premier Tech - Lotto Dstny - Team Flanders-Baloise - Uno-X Pro Cycling Team Equipos continentales (3)- Baloise Trek Lions - Matériel-vélo.com - Tarteletto-Isorex |
| |

## Recorrido
El Tour de Valonia dispuso de cinco etapas para un recorrido total de 786,2 kilómetros.
| Etapa     | Fecha     | Recorrido                  | type                    | Distancia (km) | Desnivel (m) | Ganador        | Líder         |
| --------- | --------- | -------------------------- | ----------------------- | -------------- | ------------ | -------------- | ------------- |
| 1.ª etapa | 22 de jul | Huy – Hamoir               | etapa escarpada         | 189,6          | 2666 m       | Filippo Ganna  | Filippo Ganna |
| 2.ª etapa | 23 de jul | Saint-Ghislain – Walcourt  | etapa llana             | 179,7          | 2337 m       | Arnaud De Lie  | Arnaud De Lie |
| 3.ª etapa | 24 de jul | Thuin – Mont-Saint-Guibert | etapa llana             | 186,8          | 2139 m       | Timo Kielich   | Timo Kielich  |
| 4.ª etapa | 25 de jul | Mons – Mons                | contrarreloj individual | 32,7           | 280 m        | Filippo Ganna  | Filippo Ganna |
| 5.ª etapa | 26 de jul | Banneux – Aubel            | etapa escarpada         | 197,5          | 3326 m       | Andrea Bagioli | Filippo Ganna |

### 1.ª etapa
| Huy - Hamoir | etapa escarpada | (189,6 km) |

| \| Clasificación de la etapa \| Clasificación de la etapa \| Clasificación de la etapa \| Clasificación de la etapa \| Clasificación de la etapa \| \| Ciclista \| Ciclista \| Equipo \| Tiempo \| \| \| ------------------------- \| ------------------------- \| ------------------------- \| ------------------------- \| ------------------------- \| \| 1.º \| Filippo Ganna \| Ineos Grenadiers \| 4 h 39 min 37 s \| \| \| 2.º \| Davide Ballerini \| Soudal Quick-Step \| + 0 s \| \| \| 3.º \| Arne Marit \| Intermarché-Circus-Wanty \| + 0 s \| \| \| 4.º \| Elia Viviani \| Ineos Grenadiers \| + 0 s \| \| \| 5.º \| Robert Stannard \| Alpecin-Deceuninck \| + 0 s \| \| \| 6.º \| Edward Theuns \| Lidl-Trek \| + 0 s \| \| \| 7.º \| Timo Kielich \| Alpecin-Deceuninck \| + 0 s \| \| \| 8.º \| Tom Van Asbroeck \| Israel-Premier Tech \| + 0 s \| \| \| 9.º \| Clément Venturini \| AG2R Citroën Team \| + 0 s \| \| \| 10.º \| Giacomo Nizzolo \| Israel-Premier Tech \| + 0 s \| \| |                   |                          |                 |
| |                   |                          |                 |
| Fuente: ProCyclingStats |                   |                          |                 |
| Clasificación de la etapa |                   |                          |                 |
| Ciclista | Ciclista          | Equipo                   | Tiempo          |
| 1.º | Filippo Ganna     | Ineos Grenadiers         | 4 h 39 min 37 s |
| 2.º | Davide Ballerini  | Soudal Quick-Step        | + 0 s           |
| 3.º | Arne Marit        | Intermarché-Circus-Wanty | + 0 s           |
| 4.º | Elia Viviani      | Ineos Grenadiers         | + 0 s           |
| 5.º | Robert Stannard   | Alpecin-Deceuninck       | + 0 s           |
| 6.º | Edward Theuns     | Lidl-Trek                | + 0 s           |
| 7.º | Timo Kielich      | Alpecin-Deceuninck       | + 0 s           |
| 8.º | Tom Van Asbroeck  | Israel-Premier Tech      | + 0 s           |
| 9.º | Clément Venturini | AG2R Citroën Team        | + 0 s           |
| 10.º | Giacomo Nizzolo   | Israel-Premier Tech      | + 0 s           |

| \| Clasificación general \| Clasificación general \| Clasificación general \| Clasificación general \| Clasificación general \| \| Ciclista \| Ciclista \| Equipo \| Tiempo \| \| \| --------------------- \| --------------------- \| ------------------------ \| --------------------- \| --------------------- \| \| 1.º \| Filippo Ganna \| Ineos Grenadiers \| 4 h 39 min 37 s \| \| \| 2.º \| Davide Ballerini \| Soudal Quick-Step \| + 4 s \| \| \| 3.º \| Arne Marit \| Intermarché-Circus-Wanty \| + 6 s \| \| \| 4.º \| Loïc Vliegen \| Intermarché-Circus-Wanty \| + 7 s \| \| \| 5.º \| Mathias Vacek \| Lidl-Trek \| + 8 s \| \| \| 6.º \| Ewen Costiou \| Arkéa-Samsic \| + 9 s \| \| \| 7.º \| Elia Viviani \| Ineos Grenadiers \| + 10 s \| \| \| 8.º \| Robert Stannard \| Alpecin-Deceuninck \| + 10 s \| \| \| 9.º \| Edward Theuns \| Lidl-Trek \| + 10 s \| \| \| 10.º \| Timo Kielich \| Alpecin-Deceuninck \| + 10 s \| \| |                  |                          |                 |
| |                  |                          |                 |
| Fuente: ProCyclingStats |                  |                          |                 |
| Clasificación general |                  |                          |                 |
| Ciclista | Ciclista         | Equipo                   | Tiempo          |
| 1.º | Filippo Ganna    | Ineos Grenadiers         | 4 h 39 min 37 s |
| 2.º | Davide Ballerini | Soudal Quick-Step        | + 4 s           |
| 3.º | Arne Marit       | Intermarché-Circus-Wanty | + 6 s           |
| 4.º | Loïc Vliegen     | Intermarché-Circus-Wanty | + 7 s           |
| 5.º | Mathias Vacek    | Lidl-Trek                | + 8 s           |
| 6.º | Ewen Costiou     | Arkéa-Samsic             | + 9 s           |
| 7.º | Elia Viviani     | Ineos Grenadiers         | + 10 s          |
| 8.º | Robert Stannard  | Alpecin-Deceuninck       | + 10 s          |
| 9.º | Edward Theuns    | Lidl-Trek                | + 10 s          |
| 10.º | Timo Kielich     | Alpecin-Deceuninck       | + 10 s          |

### 2.ª etapa
| Saint-Ghislain - Walcourt | etapa llana | (179,7 km) |

| \| Clasificación de la etapa \| Clasificación de la etapa \| Clasificación de la etapa \| Clasificación de la etapa \| Clasificación de la etapa \| \| Ciclista \| Ciclista \| Equipo \| Tiempo \| \| \| ------------------------- \| ------------------------- \| ------------------------- \| ------------------------- \| ------------------------- \| \| 1.º \| Arnaud De Lie \| Lotto Dstny \| 4 h 15 min 30 s \| \| \| 2.º \| Thibau Nys \| Lidl-Trek \| + 0 s \| \| \| 3.º \| Timo Kielich \| Alpecin-Deceuninck \| + 0 s \| \| \| 4.º \| Elia Viviani \| Ineos Grenadiers \| + 0 s \| \| \| 5.º \| Davide Ballerini \| Soudal Quick-Step \| + 0 s \| \| \| 6.º \| Stefano Oldani \| Alpecin-Deceuninck \| + 0 s \| \| \| 7.º \| Robert Stannard \| Alpecin-Deceuninck \| + 0 s \| \| \| 8.º \| Edward Theuns \| Lidl-Trek \| + 0 s \| \| \| 9.º \| Kenneth Van Rooy \| Bingoal WB \| + 0 s \| \| \| 10.º \| Marco Tizza \| Bingoal WB \| + 0 s \| \| |                  |                    |                 |
| |                  |                    |                 |
| Fuente: ProCyclingStats |                  |                    |                 |
| Clasificación de la etapa |                  |                    |                 |
| Ciclista | Ciclista         | Equipo             | Tiempo          |
| 1.º | Arnaud De Lie    | Lotto Dstny        | 4 h 15 min 30 s |
| 2.º | Thibau Nys       | Lidl-Trek          | + 0 s           |
| 3.º | Timo Kielich     | Alpecin-Deceuninck | + 0 s           |
| 4.º | Elia Viviani     | Ineos Grenadiers   | + 0 s           |
| 5.º | Davide Ballerini | Soudal Quick-Step  | + 0 s           |
| 6.º | Stefano Oldani   | Alpecin-Deceuninck | + 0 s           |
| 7.º | Robert Stannard  | Alpecin-Deceuninck | + 0 s           |
| 8.º | Edward Theuns    | Lidl-Trek          | + 0 s           |
| 9.º | Kenneth Van Rooy | Bingoal WB         | + 0 s           |
| 10.º | Marco Tizza      | Bingoal WB         | + 0 s           |

| \| Clasificación general \| Clasificación general \| Clasificación general \| Clasificación general \| Clasificación general \| \| Ciclista \| Ciclista \| Equipo \| Tiempo \| \| \| --------------------- \| --------------------- \| ------------------------ \| --------------------- \| --------------------- \| \| 1.º \| Arnaud De Lie \| Lotto Dstny \| 8 h 55 min 07 s \| \| \| 2.º \| Filippo Ganna \| Ineos Grenadiers \| + 0 s \| \| \| 3.º \| Davide Ballerini \| Soudal Quick-Step \| + 4 s \| \| \| 4.º \| Sander De Pestel \| Team Flanders-Baloise \| + 4 s \| \| \| 5.º \| Thibau Nys \| Lidl-Trek \| + 4 s \| \| \| 6.º \| Mathias Vacek \| Lidl-Trek \| + 5 s \| \| \| 7.º \| Arne Marit \| Intermarché-Circus-Wanty \| + 6 s \| \| \| 8.º \| Timo Kielich \| Alpecin-Deceuninck \| + 6 s \| \| \| 9.º \| Laurenz Rex \| Intermarché-Circus-Wanty \| + 7 s \| \| \| 10.º \| Loïc Vliegen \| Intermarché-Circus-Wanty \| + 7 s \| \| |                  |                          |                 |
| |                  |                          |                 |
| Fuente: ProCyclingStats |                  |                          |                 |
| Clasificación general |                  |                          |                 |
| Ciclista | Ciclista         | Equipo                   | Tiempo          |
| 1.º | Arnaud De Lie    | Lotto Dstny              | 8 h 55 min 07 s |
| 2.º | Filippo Ganna    | Ineos Grenadiers         | + 0 s           |
| 3.º | Davide Ballerini | Soudal Quick-Step        | + 4 s           |
| 4.º | Sander De Pestel | Team Flanders-Baloise    | + 4 s           |
| 5.º | Thibau Nys       | Lidl-Trek                | + 4 s           |
| 6.º | Mathias Vacek    | Lidl-Trek                | + 5 s           |
| 7.º | Arne Marit       | Intermarché-Circus-Wanty | + 6 s           |
| 8.º | Timo Kielich     | Alpecin-Deceuninck       | + 6 s           |
| 9.º | Laurenz Rex      | Intermarché-Circus-Wanty | + 7 s           |
| 10.º | Loïc Vliegen     | Intermarché-Circus-Wanty | + 7 s           |

### 3.ª etapa
| Thuin - Mont-Saint-Guibert | etapa llana | (186,8 km) |

| \| Clasificación de la etapa \| Clasificación de la etapa \| Clasificación de la etapa \| Clasificación de la etapa \| Clasificación de la etapa \| \| Ciclista \| Ciclista \| Equipo \| Tiempo \| \| \| ------------------------- \| ------------------------- \| ------------------------- \| ------------------------- \| ------------------------- \| \| 1.º \| Timo Kielich \| Alpecin-Deceuninck \| 4 h 28 min 57 s \| \| \| 2.º \| Florian Sénéchal \| Soudal Quick-Step \| + 0 s \| \| \| 3.º \| Simone Consonni \| Cofidis \| + 0 s \| \| \| 4.º \| Arnaud De Lie \| Lotto Dstny \| + 0 s \| \| \| 5.º \| Jake Stewart \| Groupama-FDJ \| + 0 s \| \| \| 6.º \| Paul Lapeira \| AG2R Citroën Team \| + 0 s \| \| \| 7.º \| Marco Tizza \| Bingoal WB \| + 0 s \| \| \| 8.º \| Stan Van Tricht \| Soudal Quick-Step \| + 0 s \| \| \| 9.º \| Lorenzo Rota \| Intermarché-Circus-Wanty \| + 0 s \| \| \| 10.º \| Filippo Baroncini \| Lidl-Trek \| + 0 s \| \| |                   |                          |                 |
| |                   |                          |                 |
| Fuente: ProCyclingStats |                   |                          |                 |
| Clasificación de la etapa |                   |                          |                 |
| Ciclista | Ciclista          | Equipo                   | Tiempo          |
| 1.º | Timo Kielich      | Alpecin-Deceuninck       | 4 h 28 min 57 s |
| 2.º | Florian Sénéchal  | Soudal Quick-Step        | + 0 s           |
| 3.º | Simone Consonni   | Cofidis                  | + 0 s           |
| 4.º | Arnaud De Lie     | Lotto Dstny              | + 0 s           |
| 5.º | Jake Stewart      | Groupama-FDJ             | + 0 s           |
| 6.º | Paul Lapeira      | AG2R Citroën Team        | + 0 s           |
| 7.º | Marco Tizza       | Bingoal WB               | + 0 s           |
| 8.º | Stan Van Tricht   | Soudal Quick-Step        | + 0 s           |
| 9.º | Lorenzo Rota      | Intermarché-Circus-Wanty | + 0 s           |
| 10.º | Filippo Baroncini | Lidl-Trek                | + 0 s           |

| \| Clasificación general \| Clasificación general \| Clasificación general \| Clasificación general \| Clasificación general \| \| Ciclista \| Ciclista \| Equipo \| Tiempo \| \| \| --------------------- \| --------------------- \| ------------------------ \| --------------------- \| --------------------- \| \| 1.º \| Timo Kielich \| Alpecin-Deceuninck \| 13 h 23 min 59 s \| \| \| 2.º \| Arnaud De Lie \| Lotto Dstny \| + 4 s \| \| \| 3.º \| Filippo Ganna \| Ineos Grenadiers \| + 4 s \| \| \| 4.º \| Davide Ballerini \| Soudal Quick-Step \| + 8 s \| \| \| 5.º \| Thibau Nys \| Lidl-Trek \| + 8 s \| \| \| 6.º \| Florian Sénéchal \| Soudal Quick-Step \| + 8 s \| \| \| 7.º \| Sander De Pestel \| Team Flanders-Baloise \| + 8 s \| \| \| 8.º \| Simone Consonni \| Cofidis \| + 10 s \| \| \| 9.º \| Arne Marit \| Intermarché-Circus-Wanty \| + 10 s \| \| \| 10.º \| Brent Van Moer \| Lotto Dstny \| + 11 s \| \| |                  |                          |                  |
| |                  |                          |                  |
| Fuente: ProCyclingStats |                  |                          |                  |
| Clasificación general |                  |                          |                  |
| Ciclista | Ciclista         | Equipo                   | Tiempo           |
| 1.º | Timo Kielich     | Alpecin-Deceuninck       | 13 h 23 min 59 s |
| 2.º | Arnaud De Lie    | Lotto Dstny              | + 4 s            |
| 3.º | Filippo Ganna    | Ineos Grenadiers         | + 4 s            |
| 4.º | Davide Ballerini | Soudal Quick-Step        | + 8 s            |
| 5.º | Thibau Nys       | Lidl-Trek                | + 8 s            |
| 6.º | Florian Sénéchal | Soudal Quick-Step        | + 8 s            |
| 7.º | Sander De Pestel | Team Flanders-Baloise    | + 8 s            |
| 8.º | Simone Consonni  | Cofidis                  | + 10 s           |
| 9.º | Arne Marit       | Intermarché-Circus-Wanty | + 10 s           |
| 10.º | Brent Van Moer   | Lotto Dstny              | + 11 s           |

### 4.ª etapa
| Mons - Mons | contrarreloj individual | (32,7 km) |

| \| Clasificación de la etapa \| Clasificación de la etapa \| Clasificación de la etapa \| Clasificación de la etapa \| Clasificación de la etapa \| \| Ciclista \| Ciclista \| Equipo \| Tiempo \| \| \| ------------------------- \| ------------------------- \| ------------------------- \| ------------------------- \| ------------------------- \| \| 1.º \| Filippo Ganna \| Ineos Grenadiers \| 38 min 01 s \| \| \| 2.º \| Joshua Tarling \| Ineos Grenadiers \| + 8 s \| \| \| 3.º \| Connor Swift \| Ineos Grenadiers \| + 30 s \| \| \| 4.º \| Brent Van Moer \| Lotto Dstny \| + 36 s \| \| \| 5.º \| Daan Hoole \| Lidl-Trek \| + 50 s \| \| \| 6.º \| Bruno Armirail \| Groupama-FDJ \| + 1 min 00 s \| \| \| 7.º \| Xandro Meurisse \| Alpecin-Deceuninck \| + 1 min 24 s \| \| \| 8.º \| Jannik Steimle \| Soudal Quick-Step \| + 1 min 29 s \| \| \| 9.º \| Thibault Guernalec \| Arkéa-Samsic \| + 1 min 34 s \| \| \| 10.º \| Pierre-Luc Périchon \| Cofidis \| + 1 min 36 s \| \| |                     |                    |              |
| |                     |                    |              |
| Fuente: ProCyclingStats |                     |                    |              |
| Clasificación de la etapa |                     |                    |              |
| Ciclista | Ciclista            | Equipo             | Tiempo       |
| 1.º | Filippo Ganna       | Ineos Grenadiers   | 38 min 01 s  |
| 2.º | Joshua Tarling      | Ineos Grenadiers   | + 8 s        |
| 3.º | Connor Swift        | Ineos Grenadiers   | + 30 s       |
| 4.º | Brent Van Moer      | Lotto Dstny        | + 36 s       |
| 5.º | Daan Hoole          | Lidl-Trek          | + 50 s       |
| 6.º | Bruno Armirail      | Groupama-FDJ       | + 1 min 00 s |
| 7.º | Xandro Meurisse     | Alpecin-Deceuninck | + 1 min 24 s |
| 8.º | Jannik Steimle      | Soudal Quick-Step  | + 1 min 29 s |
| 9.º | Thibault Guernalec  | Arkéa-Samsic       | + 1 min 34 s |
| 10.º | Pierre-Luc Périchon | Cofidis            | + 1 min 36 s |

| \| Clasificación general \| Clasificación general \| Clasificación general \| Clasificación general \| Clasificación general \| \| Ciclista \| Ciclista \| Equipo \| Tiempo \| \| \| --------------------- \| --------------------- \| ---------------------- \| --------------------- \| --------------------- \| \| 1.º \| Filippo Ganna \| Ineos Grenadiers \| 14 h 02 min 04 s \| \| \| 2.º \| Joshua Tarling \| Ineos Grenadiers \| + 18 s \| \| \| 3.º \| Connor Swift \| Ineos Grenadiers \| + 40 s \| \| \| 4.º \| Brent Van Moer \| Lotto Dstny \| + 43 s \| \| \| 5.º \| Xandro Meurisse \| Alpecin-Deceuninck \| + 1 min 34 s \| \| \| 6.º \| Thibault Guernalec \| Arkéa-Samsic \| + 1 min 44 s \| \| \| 7.º \| Pierre-Luc Périchon \| Cofidis \| + 1 min 46 s \| \| \| 8.º \| Bauke Mollema \| Lidl-Trek \| + 2 min 01 s \| \| \| 9.º \| Filippo Baroncini \| Lidl-Trek \| + 2 min 02 s \| \| \| 10.º \| Niklas Larsen \| Uno-X Pro Cycling Team \| + 2 min 10 s \| \| |                     |                        |                  |
| |                     |                        |                  |
| Fuente: ProCyclingStats |                     |                        |                  |
| Clasificación general |                     |                        |                  |
| Ciclista | Ciclista            | Equipo                 | Tiempo           |
| 1.º | Filippo Ganna       | Ineos Grenadiers       | 14 h 02 min 04 s |
| 2.º | Joshua Tarling      | Ineos Grenadiers       | + 18 s           |
| 3.º | Connor Swift        | Ineos Grenadiers       | + 40 s           |
| 4.º | Brent Van Moer      | Lotto Dstny            | + 43 s           |
| 5.º | Xandro Meurisse     | Alpecin-Deceuninck     | + 1 min 34 s     |
| 6.º | Thibault Guernalec  | Arkéa-Samsic           | + 1 min 44 s     |
| 7.º | Pierre-Luc Périchon | Cofidis                | + 1 min 46 s     |
| 8.º | Bauke Mollema       | Lidl-Trek              | + 2 min 01 s     |
| 9.º | Filippo Baroncini   | Lidl-Trek              | + 2 min 02 s     |
| 10.º | Niklas Larsen       | Uno-X Pro Cycling Team | + 2 min 10 s     |

### 5.ª etapa
| Banneux - Aubel | etapa escarpada | (197,5 km) |

| \| Clasificación de la etapa \| Clasificación de la etapa \| Clasificación de la etapa \| Clasificación de la etapa \| Clasificación de la etapa \| \| Ciclista \| Ciclista \| Equipo \| Tiempo \| \| \| ------------------------- \| ------------------------- \| ------------------------- \| ------------------------- \| ------------------------- \| \| 1.º \| Andrea Bagioli \| Soudal Quick-Step \| 5 h 06 min 11 s \| \| \| 2.º \| Stephen Williams \| Israel-Premier Tech \| + 0 s \| \| \| 3.º \| Arnaud De Lie \| Lotto Dstny \| + 0 s \| \| \| 4.º \| Timo Kielich \| Alpecin-Deceuninck \| + 0 s \| \| \| 5.º \| Jake Stewart \| Groupama-FDJ \| + 0 s \| \| \| 6.º \| Mathis Le Berre \| Arkéa-Samsic \| + 0 s \| \| \| 7.º \| Thibau Nys \| Lidl-Trek \| + 0 s \| \| \| 8.º \| Clément Venturini \| AG2R Citroën Team \| + 0 s \| \| \| 9.º \| Kenneth Van Rooy \| Bingoal WB \| + 0 s \| \| \| 10.º \| Stefano Oldani \| Alpecin-Deceuninck \| + 0 s \| \| |                   |                     |                 |
| |                   |                     |                 |
| Fuente: ProCyclingStats |                   |                     |                 |
| Clasificación de la etapa |                   |                     |                 |
| Ciclista | Ciclista          | Equipo              | Tiempo          |
| 1.º | Andrea Bagioli    | Soudal Quick-Step   | 5 h 06 min 11 s |
| 2.º | Stephen Williams  | Israel-Premier Tech | + 0 s           |
| 3.º | Arnaud De Lie     | Lotto Dstny         | + 0 s           |
| 4.º | Timo Kielich      | Alpecin-Deceuninck  | + 0 s           |
| 5.º | Jake Stewart      | Groupama-FDJ        | + 0 s           |
| 6.º | Mathis Le Berre   | Arkéa-Samsic        | + 0 s           |
| 7.º | Thibau Nys        | Lidl-Trek           | + 0 s           |
| 8.º | Clément Venturini | AG2R Citroën Team   | + 0 s           |
| 9.º | Kenneth Van Rooy  | Bingoal WB          | + 0 s           |
| 10.º | Stefano Oldani    | Alpecin-Deceuninck  | + 0 s           |

## Clasificaciones finales
- Las clasificaciones finalizaron de la siguiente forma:[4]

### Clasificación general
| \| Clasificación general \| Clasificación general \| Clasificación general \| Clasificación general \| Clasificación general \| \| Ciclista \| Ciclista \| Equipo \| Tiempo \| \| \| --------------------- \| --------------------- \| --------------------- \| --------------------- \| --------------------- \| \| 1.º \| Filippo Ganna \| Ineos Grenadiers \| 19 h 08 min 14 s \| \| \| 2.º \| Joshua Tarling \| Ineos Grenadiers \| + 18 s \| \| \| 3.º \| Brent Van Moer \| Lotto Dstny \| + 40 s \| \| \| 4.º \| Connor Swift \| Ineos Grenadiers \| + 40 s \| \| \| 5.º \| Xandro Meurisse \| Alpecin-Deceuninck \| + 1 min 34 s \| \| \| 6.º \| Thibault Guernalec \| Arkéa-Samsic \| + 1 min 44 s \| \| \| 7.º \| Pierre-Luc Périchon \| Cofidis \| + 1 min 46 s \| \| \| 8.º \| Bauke Mollema \| Lidl-Trek \| + 2 min 01 s \| \| \| 9.º \| Filippo Baroncini \| Lidl-Trek \| + 2 min 02 s \| \| \| 10.º \| Mauro Schmid \| Soudal Quick-Step \| + 2 min 08 s \| \| |                     |                    |                  |
| |                     |                    |                  |
| Fuente: ProCyclingStats |                     |                    |                  |
| Clasificación general |                     |                    |                  |
| Ciclista | Ciclista            | Equipo             | Tiempo           |
| 1.º | Filippo Ganna       | Ineos Grenadiers   | 19 h 08 min 14 s |
| 2.º | Joshua Tarling      | Ineos Grenadiers   | + 18 s           |
| 3.º | Brent Van Moer      | Lotto Dstny        | + 40 s           |
| 4.º | Connor Swift        | Ineos Grenadiers   | + 40 s           |
| 5.º | Xandro Meurisse     | Alpecin-Deceuninck | + 1 min 34 s     |
| 6.º | Thibault Guernalec  | Arkéa-Samsic       | + 1 min 44 s     |
| 7.º | Pierre-Luc Périchon | Cofidis            | + 1 min 46 s     |
| 8.º | Bauke Mollema       | Lidl-Trek          | + 2 min 01 s     |
| 9.º | Filippo Baroncini   | Lidl-Trek          | + 2 min 02 s     |
| 10.º | Mauro Schmid        | Soudal Quick-Step  | + 2 min 08 s     |

### Clasificación por puntos
| Clasificación por puntos | Clasificación por puntos | Clasificación por puntos | Clasificación por puntos | Clasificación por puntos |
| Ciclista                 | Ciclista                 | Equipo                   | Puntos                   |                          |
| ------------------------ | ------------------------ | ------------------------ | ------------------------ | ------------------------ |
| 1.º                      | Timo Kielich             | Alpecin-Deceuninck       | 54 pts                   |                          |
| 2.º                      | Filippo Ganna            | Ineos Grenadiers         | 50 pts                   |                          |
| 3.º                      | Arnaud De Lie            | Lotto Dstny              | 50 pts                   |                          |
| 4.º                      | Andrea Bagioli           | Soudal Quick-Step        | 25 pts                   |                          |
| 5.º                      | Thibau Nys               | Lidl-Trek                | 24 pts                   |                          |
| 6.º                      | Joshua Tarling           | Ineos Grenadiers         | 20 pts                   |                          |
| 7.º                      | Florian Sénéchal         | Soudal Quick-Step        | 20 pts                   |                          |
| 8.º                      | Stephen Williams         | Israel-Premier Tech      | 20 pts                   |                          |
| 9.º                      | Jake Stewart             | Groupama-FDJ             | 16 pts                   |                          |
| 10.º                     | Connor Swift             | Ineos Grenadiers         | 15 pts                   |                          |

### Clasificación de la montaña
| Clasificación de la montaña | Clasificación de la montaña | Clasificación de la montaña | Clasificación de la montaña | Clasificación de la montaña |
| Ciclista                    | Ciclista                    | Equipo                      | Puntos                      |                             |
| --------------------------- | --------------------------- | --------------------------- | --------------------------- | --------------------------- |
| 1.º                         | Johan Meens                 | Bingoal WB                  | 64 pts                      |                             |
| 2.º                         | Ceriel Desal                | Bingoal WB                  | 46 pts                      |                             |
| 3.º                         | Mauro Schmid                | Soudal Quick-Step           | 38 pts                      |                             |
| 4.º                         | Mauri Vansevenant           | Soudal Quick-Step           | 28 pts                      |                             |
| 5.º                         | Dries De Bondt              | Alpecin-Deceuninck          | 28 pts                      |                             |
| 6.º                         | Bruno Armirail              | Groupama-FDJ                | 16 pts                      |                             |
| 7.º                         | Sander De Pestel            | Team Flanders-Baloise       | 10 pts                      |                             |
| 8.º                         | Amanuel Ghebreigzabhier     | Lidl-Trek                   | 6 pts                       |                             |
| 9.º                         | Joris Nieuwenhuis           | Baloise Trek Lions          | 4 pts                       |                             |
| 10.º                        | Pim Ronhaar                 | Baloise Trek Lions          | 2 pts                       |                             |

### Clasificación de los jóvenes
| Clasificación del mejor joven | Clasificación del mejor joven | Clasificación del mejor joven | Clasificación del mejor joven | Clasificación del mejor joven |
| Ciclista                      | Ciclista                      | Equipo                        | Tiempo                        |                               |
| ----------------------------- | ----------------------------- | ----------------------------- | ----------------------------- | ----------------------------- |
| 1.º                           | Joshua Tarling                | Ineos Grenadiers              | 19 h 08 min 32 s              |                               |
| 2.º                           | Filippo Baroncini             | Lidl-Trek                     | + 1 min 44 s                  |                               |
| 3.º                           | Mauro Schmid                  | Soudal Quick-Step             | + 1 min 50 s                  |                               |
| 4.º                           | Paul Lapeira                  | AG2R Citroën Team             | + 2 min 12 s                  |                               |
| 5.º                           | Jenno Berckmoes               | Team Flanders-Baloise         | + 2 min 38 s                  |                               |
| 6.º                           | Timo Kielich                  | Alpecin-Deceuninck            | + 2 min 57 s                  |                               |
| 7.º                           | Enzo Paleni                   | Groupama-FDJ                  | + 2 min 57 s                  |                               |
| 8.º                           | Arnaud De Lie                 | Lotto Dstny                   | + 2 min 58 s                  |                               |
| 9.º                           | Jake Stewart                  | Groupama-FDJ                  | + 3 min 26 s                  |                               |
| 10.º                          | Mathis Le Berre               | Arkéa-Samsic                  | + 3 min 59 s                  |                               |

### Clasificación por equipos
| Clasificación por equipos | Clasificación por equipos | Clasificación por equipos | Clasificación por equipos |
| Equipo                    | Equipo                    | Tiempo                    |                           |
| ------------------------- | ------------------------- | ------------------------- | ------------------------- |
| 1.º                       | Ineos Grenadiers          | 57 h 25 min 50 s          |                           |
| 2.º                       | Lidl-Trek                 | + 3 min 55 s              |                           |
| 3.º                       | Soudal Quick-Step         | + 4 min 44 s              |                           |
| 4.º                       | Alpecin-Deceuninck        | + 5 min 59 s              |                           |
| 5.º                       | Lotto Dstny               | + 6 min 30 s              |                           |
| 6.º                       | Intermarché-Circus-Wanty  | + 6 min 45 s              |                           |
| 7.º                       | Groupama-FDJ              | + 7 min 09 s              |                           |
| 8.º                       | AG2R Citroën Team         | + 7 min 32 s              |                           |
| 9.º                       | Cofidis                   | + 8 min 16 s              |                           |
| 10.º                      | Israel-Premier Tech       | + 8 min 41 s              |                           |

## Evolución de las clasificaciones
| Etapa                   |                         | Ganador _      | Clasificación general | Puntos           | Montaña     | Metas volantes   | Jóvenes        | Combatividad _   | Equipo _           |
| ----------------------- | ----------------------- | -------------- | --------------------- | ---------------- | ----------- | ---------------- | -------------- | ---------------- | ------------------ |
| 1.ª etapa               | etapa escarpada         | Filippo Ganna  | Filippo Ganna         | Filippo Ganna    | Johan Meens | Alex Colman      | Mathias Vacek  | Jonathan Couanon | Alpecin-Deceuninck |
| 2.ª etapa               | etapa llana             | Arnaud De Lie  | Arnaud De Lie         | Davide Ballerini | Johan Meens | Sander De Pestel | Arnaud De Lie  | Laurenz Rex      | Alpecin-Deceuninck |
| 3.ª etapa               | etapa llana             | Timo Kielich   | Timo Kielich          | Timo Kielich     | Johan Meens | Alex Colman      | Timo Kielich   | Tord Gudmestad   | Alpecin-Deceuninck |
| 4.ª etapa               | contrarreloj individual | Filippo Ganna  | Filippo Ganna         | Filippo Ganna    | Johan Meens | Alex Colman      | Joshua Tarling | no otorgado      | Ineos Grenadiers   |
| 5.ª etapa               | etapa escarpada         | Andrea Bagioli | Filippo Ganna         | Timo Kielich     | Johan Meens | Brent Van Moer   | Joshua Tarling | Mauro Schmid     | Ineos Grenadiers   |
| Clasificaciones finales | Clasificaciones finales |                | Filippo Ganna         | Timo Kielich     | Johan Meens | Brent Van Moer   | Joshua Tarling | no otorgado      | Ineos Grenadiers   |

## Ciclistas participantes y posiciones finales
Convenciones:
- AB-N: Abandono en la etapa "N"
- FLT-N: Retiro por llegada fuera del límite de tiempo en la etapa "N"
- NTS-N: No tomó la salida para la etapa "N"
- DES-N: Descalificado o expulsado en la etapa "N"

## UCI World Ranking
El Tour de Valonia otorgó puntos para el UCI World Ranking para corredores de los equipos en las categorías UCI WorldTeam, UCI ProTeam y Continental. Las siguientes tablas son el baremo de puntuación y los diez corredores que obtuvieron más puntos:
| Posición              | 1.º | 2.º | 3.º | 4.º | 5.º | 6.º | 7.º | 8.º | 9.º | 10.º | 11.º | 12.º | 13.º | 14.º | 15.º | 16.º-30.º | 31.º-40.º |
| Clasificación general | 200 | 150 | 125 | 100 | 85  | 70  | 60  | 50  | 40  | 35   | 30   | 25   | 20   | 15   | 10   | 5         | 3         |
| Por etapa             | 20  | 15  | 10  | 5   | 3   |     |     |     |     |      |      |      |      |      |      |           |           |
| Líder                 | 5   |     |     |     |     |     |     |     |     |      |      |      |      |      |      |           |           |

| Clasificación |                     |                    |         |       |       |       |
| Posición      | Ciclista            | Equipo             | General | Etapa | Líder | Total |
| ------------- | ------------------- | ------------------ | ------- | ----- | ----- | ----- |
| 1.º           | Filippo Ganna       | INEOS Grenadiers   | 200     | 40    | 10    | 200   |
| 2.º           | Joshua Tarling      | INEOS Grenadiers   | 150     | 15    | -     | 165   |
| 3.º           | Brent Van Moer      | Lotto Dstny        | 125     | 5     | -     | 130   |
| 4.º           | Connor Swift        | INEOS Grenadiers   | 100     | 10    | -     | 110   |
| 5.º           | Xandro Meurisse     | Alpecin-Deceuninck | 85      | -     | -     | 85    |
| 6.º           | Thibault Guernalec  | Arkéa Samsic       | 70      | -     | -     | 70    |
| 7.º           | Pierre-Luc Périchon | Cofidis            | 60      | -     | -     | 60    |
| 8.º           | Bauke Mollema       | Lidl-Trek          | 50      | -     | -     | 50    |
| 9.º           | Andrea Bagioli      | Soudal Quick-Step  | 25      | 20    | -     | 45    |
| 10.º          | Timo Kielich        | Alpecin-Deceuninck | 5       | 35    | 5     | 45    |